# 帕薩維爾基山
18°14′25″S 68°32′31″W / 18.24028°S 68.54194°W
帕薩維爾基山（Phasa Willk'i），是玻利維亞的山峰，位於該國奧魯羅省的薩亞馬省，處於阿蘇阿蘇尼火山和圖里圖里尼山西南面，屬於安第斯山脈中玻利維亞西部山脈的一部分，海拔高度5,034米。